# Rhipidia (Rhipidia) cymula
Rhipidia (Rhipidia) cymula is een tweevleugelige uit de familie steltmuggen (Limoniidae). De soort komt voor in het Neotropisch gebied.